# John Taverner
John Taverner (Lincolnshire, c. 1490 — Boston, 18 de outubro de 1545) foi um dos principais compositores ingleses renascentistas.